# Tal och ton
Tal och ton var ett svenskt skivmärke, utgivet av veckotidningen Svenska Journalen mellan 1929 och 1934. Repertoaren bestod till stor del av lättare klassiska musikstycken samt fosterländska och religiösa sånger. Bland annat var det på detta skivmärke som Lapp-Lisa (Anna-Lisa Öst) gjorde sina första inspelningar. Andra sångare på Tal och ton var Set Svanholm, Einar Ekberg och Hilmer Borgeling
Också talskivor med religiöst innehåll förekom, däribland av Nathan Söderblom och Manfred Björkquist.
Inspelningarna gjordes delvis i Tyskland av Orchestrola och Ultraphon, och som pianoackompanjatör på vissa av dem hörs den tyske kompositören Theo Mackeben. Svenska inspelningar gjordes bland annat i en provisorisk studio på Stallmästaregården och i Stockholms Konserthus.
Totalt utkom drygt 150 skivutgåvor på Tal och ton.